# Kadalai repülőtér
A Kadalai repülőtér (IATA: HTA, ICAO: UIAA) (orosz nyelven: Международный аэропорт Чита) nemzetközi repülőtér Oroszországban, amely Csita közelében található. Éves utasforgalma 389 541 fő (2018).

## Futópályák
A repülőtér futópályái:
- 11/29 (2799 m, 56 m, beton)

## Forgalom
Az utasforgalom az elmúlt években az alábbi módon változott:
| Utasok száma | 2006 | 240 856 | 313 356 | 329 499 | 311 654 | 358 674 | 389 541 | 455 350 | 346 292 | 514 623 |
|              | 2011 | 2012    | 2013    | 2014    | 2015    | 2017    | 2018    | 2019    | 2020    | 2021    |

## Légitársaságok és úticélok
| Légitársaság     | Célállomások                                                  |
| ---------------- | ------------------------------------------------------------- |
| Air China        | Beijing–Capital, Hailar                                       |
| Angara Airlines  | Chara, Irkutsk, Khabarovsk, Krasnoyarsk–Yemelyanovo, Ulan-Ude |
| IrAero           | Blagoveshchensk, Irkutsk, Khabarovsk, Vladivostok             |
| NordStar         | Krasnoyarsk–Yemelyanovo, Sanya, Ulan-Ude                      |
| S7 Airlines      | Moszkva–Domogyedovo, Novosibirsk                              |
| SiLA             | Ulan-Ude                                                      |
| Ural Airlines    | Moszkva–Domogyedovo, Saint Petersburg, Yekaterinburg          |
| Yakutia Airlines | Irkutsk, Khabarovsk, Yakutsk                                  |